# Madhu Sudan
Madhu Sudan (em tâmil:  மதுசூதன்) (Chenai, 12 de setembro de 1966) é um informático indiano.
É professor de ciência da computação no Instituto de Tecnologia de Massachusetts (MIT) e membro do Laboratório de Ciência da Computação e Inteligência Artificial do MIT.